# 三十里铺镇 (高唐县)
三十里铺镇，是中华人民共和国山東省聊城市高唐县下辖的一个行政建制镇。

## 行政区划
三十里铺镇下辖以下地区：
五神村、杓子刘村、北王村、李奇村、曲庄村、大徐村、董集村、宜丰镇村、三十里铺社区村和谢里长屯村。